# سهیل عباس
سهیل عباس (انگلیسی: Sohail Abbas؛ زادهٔ ۹ ژوئن ۱۹۷۷) بازیکن هاکی روی چمن اهل پاکستان بود.